# Antromyces
Antromyces är ett släkte av svampar. Antromyces ingår i divisionen sporsäcksvampar och riket svampar.